# إلياس الهافت
إلياس الهافت (بالهولندية: Ilias Alhaft)‏ (23 فبراير 1997 بروتردام في هولندا - ) هو لاعب كرة قدم هولندي في مركز الهجوم. لعب مع سبارتا روتردام.

## روابط خارجية
- إلياس الهافت على موقع Soccerway.com (الإنجليزية)
- إلياس الهافت على موقع عالم كرة القدم.نت (الإنجليزية)